# 8e étape du Tour de France 2010
Pour un article plus général, voir Tour de France 2010.
La 8e étape du Tour de France 2010 s'est déroulée le dimanche 11 juillet 2010 entre la Station des Rousses et Morzine-Avoriaz sur 189 km. Elle a vu la victoire d'Andy Schleck, le coureur luxembourgeois de la Team Saxo Bank. Au classement général, Cadel Evans s'empare du maillot jaune à l'issue de cette étape, marquée par la première vraie défaillance du septuple vainqueur du Tour, l'Américain Lance Armstrong, dans le col de la Ramaz, première côte de première catégorie de ce Tour.

## Parcours de l'étape
Cette huitième étape est la première étape de haute montagne du Tour 2010. Le départ est donné à la station des Rousses, dans le département du Jura, où s'est achevée la septième étape. La première partie du parcours se dirige vers le sud. Une première côte comptant pour le classement de la montagne, la côte de la petite Joux (4e catégorie) est située au km 24, peu avant le village de Lajoux. L'étape se poursuit dans la vallée de la Valserine, dans le département de l'Ain, jusqu'à Bellegarde-sur-Valserine où se trouve deuxième côte de quatrième catégorie, au 73e kilomètres, dans le hameau de Grésin. La suite du parcours se dirige vers l'est, en Haute-Savoie. Après une cinquantaine de kilomètres sans difficultés, le peloton aborde les trois principales difficultés de l'étape, dans le massif du Chablais. Le col de la Ramaz est la première côte de première catégorie de ce Tour. L'ascension est longue de 14,3 km, avec une pente moyenne de 6,8 %. Une côte de troisième catégorie est située dès après la descente, aux Gets, sur la route des Grandes Alpes. Celle-ci amène le peloton à Morzine, où débute l'ascension finale vers Avoriaz. Classée en première catégorie, elle est longue de 13,6 km et présente une pente de 6,1 %. La dernière arrivée d'une étape du Tour à Avoriaz remonte à l'édition 1994. Le Letton Piotr Ugrumov s'était alors imposé.

## La course
Dès les premiers kilomètres, de nombreux coureurs tentent de s'échapper. Vasil Kiryienka (Caisse d'Épargne), notamment, s'y essaye, en vain. Son offensive échoue, mais elle lui permet d'éviter la chute au sein du peloton qui met à terre plusieurs coureurs, dont Jérôme Pineau (Quick Step), Simon Gerrans (Cervélo TestTeam) et Cadel Evans (BMC Racing). Rein Taaramäe (Cofidis) se montre ensuite très actif, mais ses tentatives, accompagnées ou non, sont toutes reprises par le peloton. Il rentre dans le rang au km 25. Son coéquipier Amaël Moinard attaque alors. Il est rejoint au km 30 par Benoît Vaugrenard (FDJ), Christophe Riblon (AG2R La Mondiale), Mario Aerts (Omega Pharma-Lotto), Imanol Erviti (Caisse d'Épargne), Sébastien Minard (Cofidis) et Koos Moerenhout (Rabobank). Ils vont rapidement prendre de l'avance, avant que les Quick Step ne stabilisent l'écart autour de 4 minutes. Les coéquipiers du maillot jaune Sylvain Chavanel laissent ensuite les échappés prendre jusqu'à 7 minutes d'avance (km 110).
Puis le peloton accélère. Lance Armstrong (Team RadioShack) chute, au km 133. Il recolle néanmoins au pied du col de la Ramaz, que le peloton aborde avec 4 min 20 s de retard. Dans l'échappée, Koos Moerenhout attaque. Seuls Mario Aerts et Amaël Moinard le suivent. Dans le peloton, mené par les Team Sky, un gruppetto, composé de sprinters, mais également de Fabian Cancellara (Team Saxo Bank), Damiano Cunego (Lampre-Farnese) et Jérôme Pineau, se forme rapidement. À mi-ascension, Sylvain Chavanel est lâché. À cinq kilomètres du sommet, Christophe Le Mével (FDJ) craque à son tour. L'écart avec le trio de tête n'est alors plus que de deux minutes. 500 m plus loin, Armstrong est lâché à son tour. Il a beau être attendu par Christopher Horner et Janez Brajkovič, il perd du terrain, les Astana imprimant, par l'intermédiaire de Daniel Navarro, un tempo très élevé en tête du peloton. Alexandre Vinokourov est momentanément décroché. Au sommet, le trio de tête possède un peu plus de 2 minutes d'avance sur le groupe Schleck-Contador, composé d'une trentaine de coureurs. Le groupe Armstrong passe 1 min 10 s après ce groupe, tandis que le groupe Chavanel pointe à 2 min 40 s.
Dans le groupe des favoris, on semble d'accord pour distancer Armstrong. Les Astana, dont Vinokourov, revenu en compagnie d'autres coureurs peu avant le sommet de la Ramaz, effectuent la descente à une vitesse très élevée. Dans la montée des Gets, Anthony Charteau (BBox Bouygues Telecom) attaque, mais est repris avant le pied de la montée finale. Les hommes de tête ne baissent pas le rythme, mais au pied de la montée finale, ils n'ont plus que 1 min 15 s d'avance.
Le col de la Ramaz ayant occasionné une sélection sévère, le début de l'ascension vers Morzine-Avoriaz n'est pas vraiment spectaculaire. Aerts attaque. Il est suivi par Moinard, mais Moerenhout est lâché. Dans le groupe des favoris, seul Joaquim Rodríguez attaque, mais il est repris à 7 km du sommet. Finalement, Moinard, le dernier rescapé de l'échappée matinale est repris à 5,5 km de la ligne d'arrivée.
À 5 kilomètres de l'arrivée, le groupe de tête n'est plus composé que de Alberto Contador, Daniel Navarro (Astana), Robert Gesink, Denis Menchov (Rabobank), Levi Leipheimer (Team RadioShack), Andy Schleck (Team Saxo Bank), Bradley Wiggins (Team Sky), Carlos Sastre (Cervélo TestTeam), Joaquim Rodríguez (Team Katusha), Michael Rogers (Team HTC-Columbia), Jurgen Van den Broeck (Omega Pharma-Lotto), Samuel Sánchez (Euskaltel-Euskadi), Ivan Basso, Roman Kreuziger (Liquigas-Doimo) et Cadel Evans (BMC Racing). Deux kilomètres plus loin, Wiggins craque. Ensuite, Kreuziger attaque, mais est repris par Schleck, Contador et Evans, puis par le reste du groupe. Van Den Broeck relance, puis c'est au tour de Gesink de prendre les commandes du groupe. Sous la flamme rouge, Andy Schleck attaque. Il n'est suivi que par Samuel Sanchez. Ce dernier lance le sprint, mais Schleck le passe juste avant la ligne, remportant ainsi sa première victoire d'étape sur le Tour de France. Le groupe Contador termine 10 secondes plus tard. Wiggins, Le Mével et Armstrong terminent respectivement à 1 min 45 s, 6 min 30 s et 11 min 45 s. Cadel Evans s'empare du maillot jaune, avec 20 secondes d'avance sur Schleck et 1 min 01 s sur Contador.

## Sprints intermédiaires
| Premier   | Mario Aerts       | 6 pts. |
| Deuxième  | Christophe Riblon | 4 pts. |
| Troisième | Imanol Erviti     | 2 pts. |

| Premier   | Koos Moerenhout  | 6 pts. |
| Deuxième  | Sébastien Minard | 4 pts. |
| Troisième | Mario Aerts      | 2 pts. |

| - 3. Sprint intermédiaire de Morzine (kilomètre 175) \| Premier \| Koos Moerenhout \| 6 pts. \| \| Deuxième \| Mario Aerts \| 4 pts. \| \| Troisième \| Amaël Moinard \| 2 pts. \| |                 |        |
| Premier | Koos Moerenhout | 6 pts. |
| Deuxième | Mario Aerts     | 4 pts. |
| Troisième | Amaël Moinard   | 2 pts. |

## Côtes
| Premier   | Rein Taaramäe       | 3 pts |
| Deuxième  | Johannes Fröhlinger | 2 pts |
| Troisième | Christophe Riblon   | 1 pt  |

| Premier   | Christophe Riblon | 3 pts |
| Deuxième  | Koos Moerenhout   | 2 pts |
| Troisième | Amaël Moinard     | 1 pt  |

| Premier   | Mario Aerts       | 15 pts |
| Deuxième  | Koos Moerenhout   | 13 pts |
| Troisième | Amaël Moinard     | 11 pts |
| Quatrième | Rafael Valls      | 9 pts  |
| Cinquième | Anthony Charteau  | 8 pts  |
| Sixième   | Christophe Riblon | 7 pts  |
| Septième  | Imanol Erviti     | 6 pts  |
| Huitième  | Stuart O'Grady    | 5 pts  |

| Premier   | Mario Aerts      | 4 pts |
| Deuxième  | Koos Moerenhout  | 3 pts |
| Troisième | Amaël Moinard    | 2 pts |
| Quatrième | Anthony Charteau | 1 pt  |

| - 5. Morzine-Avoriaz, 1re catégorie (kilomètre 189) \| Premier \| Andy Schleck \| 30 pts \| \| Deuxième \| Samuel Sánchez \| 26 pts \| \| Troisième \| Alberto Contador \| 22 pts \| \| Quatrième \| Daniel Navarro \| 18 pts \| \| Cinquième \| Levi Leipheimer \| 16 pts \| \| Sixième \| Ivan Basso \| 14 pts \| \| Septième \| Roman Kreuziger \| 12 pts \| \| Huitième \| Joaquim Rodríguez \| 10 pts \| |                   |        |
| Premier | Andy Schleck      | 30 pts |
| Deuxième | Samuel Sánchez    | 26 pts |
| Troisième | Alberto Contador  | 22 pts |
| Quatrième | Daniel Navarro    | 18 pts |
| Cinquième | Levi Leipheimer   | 16 pts |
| Sixième | Ivan Basso        | 14 pts |
| Septième | Roman Kreuziger   | 12 pts |
| Huitième | Joaquim Rodríguez | 10 pts |

## Classement de l'étape
| Classement de la 8e étape | Classement de la 8e étape | Classement de la 8e étape | Classement de la 8e étape | Classement de la 8e étape |
|                           | Coureur                   | Pays                      | Équipe                    | Temps                     |
| ------------------------- | ------------------------- | ------------------------- | ------------------------- | ------------------------- |
| 1er                       | Andy Schleck              | LUX                       | Team Saxo Bank            | en 4 h 54 min 11 s        |
| 2e                        | Samuel Sánchez            | ESP                       | Euskaltel-Euskadi         | m.t.                      |
| 3e                        | Robert Gesink             | NED                       | Rabobank                  | + 10 s                    |
| 4e                        | Roman Kreuziger           | CZE                       | Liquigas-Doimo            | + 10 s                    |
| 5e                        | Alberto Contador          | ESP                       | Astana                    | + 10 s                    |
| 6e                        | Cadel Evans               | AUS                       | BMC Racing                | + 10 s                    |
| 7e                        | Jurgen Van den Broeck     | BEL                       | Omega Pharma-Lotto        | + 10 s                    |
| 8e                        | Levi Leipheimer           | USA                       | Team RadioShack           | + 10 s                    |
| 9e                        | Ivan Basso                | ITA                       | Liquigas-Doimo            | + 10 s                    |
| 10e                       | Denis Menchov             | RUS                       | Rabobank                  | + 10 s                    |
| modifier                  |                           |                           |                           |                           |

## Classement général
| Classement général à la 8e étape | Classement général à la 8e étape | Classement général à la 8e étape | Classement général à la 8e étape | Classement général à la 8e étape |
|                                  | Coureur                          | Pays                             | Équipe                           | Temps                            |
| -------------------------------- | -------------------------------- | -------------------------------- | -------------------------------- | -------------------------------- |
| 1er                              | Cadel Evans                      | AUS                              | BMC Racing                       | en 37 h 57 min 9 s               |
| 2e                               | Andy Schleck                     | LUX                              | Team Saxo Bank                   | + 20 s                           |
| 3e                               | Alberto Contador                 | ESP                              | Astana                           | + 1 min 1 s                      |
| 4e                               | Jurgen Van den Broeck            | BEL                              | Omega Pharma-Lotto               | + 1 min 3 s                      |
| 5e                               | Denis Menchov                    | RUS                              | Rabobank                         | + 1 min 10 s                     |
| 6e                               | Ryder Hesjedal                   | CAN                              | Garmin-Transitions               | + 1 min 11 s                     |
| 7e                               | Roman Kreuziger                  | CZE                              | Liquigas-Doimo                   | + 1 min 45 s                     |
| 8e                               | Levi Leipheimer                  | USA                              | Team RadioShack                  | + 2 min 14 s                     |
| 9e                               | Samuel Sánchez                   | ESP                              | Euskaltel-Euskadi                | + 2 min 15 s                     |
| 10e                              | Michael Rogers                   | AUS                              | Team HTC-Columbia                | + 2 min 31 s                     |
| modifier                         |                                  |                                  |                                  |                                  |

## Classements annexes

### Classement par points
| Classement par points | Classement par points | Classement par points | Classement par points | Classement par points |
| --------------------- | --------------------- | --------------------- | --------------------- | --------------------- |
|                       | Coureur               | Pays                  | Équipe                | Point(s)              |
| 1er                   | Thor Hushovd          | NOR                   | Cervélo TestTeam      | 118 points            |
| 2e                    | Alessandro Petacchi   | ITA                   | Lampre-Farnese        | 114 pts               |
| 3e                    | Robbie McEwen         | AUS                   | Team Katusha          | 105 pts               |
| modifier              |                       |                       |                       |                       |

### Classement du meilleur grimpeur
| Classement du meilleur grimpeur | Classement du meilleur grimpeur | Classement du meilleur grimpeur | Classement du meilleur grimpeur | Classement du meilleur grimpeur |
| ------------------------------- | ------------------------------- | ------------------------------- | ------------------------------- | ------------------------------- |
|                                 | Coureur                         | Pays                            | Équipe                          | Point(s)                        |
| 1er                             | Jérôme Pineau                   | FRA                             | Quick Step                      | 44 points                       |
| 2e                              | Sylvain Chavanel                | FRA                             | Quick Step                      | 36 pts                          |
| 3e                              | Andy Schleck                    | LUX                             | Team Saxo Bank                  | 30 pts                          |
| modifier                        |                                 |                                 |                                 |                                 |

### Classement du meilleur jeune
| Classement général du meilleur jeune | Classement général du meilleur jeune | Classement général du meilleur jeune | Classement général du meilleur jeune | Classement général du meilleur jeune |
|                                      | Coureur                              | Pays                                 | Équipe                               | Temps                                |
| ------------------------------------ | ------------------------------------ | ------------------------------------ | ------------------------------------ | ------------------------------------ |
| 1er                                  | Andy Schleck                         | LUX                                  | Team Saxo Bank                       | en 37 h 57 min 29 s                  |
| 2e                                   | Roman Kreuziger                      | CZE                                  | Liquigas-Doimo                       | + 1 min 25 s                         |
| 3e                                   | Robert Gesink                        | NED                                  | Rabobank                             | + 2 min 17 s                         |
| modifier                             |                                      |                                      |                                      |                                      |

### Classement par équipes
| Classement par équipes | Classement par équipes | Classement par équipes | Classement par équipes |
|                        | Équipe                 | Pays                   | Temps                  |
| ---------------------- | ---------------------- | ---------------------- | ---------------------- |
| 1re                    | Rabobank               | Pays-Bas               | en 113 h 59 min 59 s   |
| 2e                     | Astana                 | Kazakhstan             | + 10 s                 |
| 3e                     | Team RadioShack        | États-Unis             | + 2 min 53 s           |
| modifier               |                        |                        |                        |